# Scathophaga cineraria
Scathophaga cineraria är en tvåvingeart som först beskrevs av Johann Wilhelm Meigen 1826.  Scathophaga cineraria ingår i släktet Scathophaga och familjen kolvflugor. Inga underarter finns listade i Catalogue of Life.